# Wildmoos (Starnberg)
Wildmoos ist eine Einöde innerhalb der oberbayerischen Kreisstadt Starnberg. Das Bayerische Landesamt für Statistik führt Wildmoos als eigenständigen Ortsteil Starnbergs. Gemeindepolitisch ist die Einöde dem Starnberger Ortsteil Leutstetten zugehörig, zu dessen Verwaltungsbereich sie bis zur Eingemeindung am 1. Mai 1978 gehörte.

## Lage
Die Einöde Wildmoos liegt am Ostrand des Leutstettener Mooses, etwa zwei Kilometer südöstlich Leutstettens. Die gleichnamige Flur, in der sie gelegen ist, gehört zur Gemarkung Leutstetten. Das Wildmoos ist von der Ortsverbindungsstraße zwischen Leutstetten und Wangen zu erreichen und über mehrere, teils asphaltierte Waldwege.
Sie ist Teil des Landschaftsschutzgebietes Würmtal.

## Geschichte
Das unter Denkmalschutz stehende Mooshäusl, eine erdgeschossige holzverschalte Steinkonstruktion, ist das einzige bewohnbare Gebäude der Einöde. Es wurde um 1885 erbaut und diente den in den umliegenden Torfstichen beschäftigten Arbeitern als Schutzraum bei Unwettern, als Kantine und als Schankwirtschaft. Nach der Einstellung des Torfabbaus wurde es bis in die späten 1970er Jahre als kleine Waldwirtschaft geführt. Die ursprünglichen einfachen Nebengebäude wurden inzwischen abgebrochen und durch forstwirtschaftlich genutzte Bauten ersetzt.